# Discocyrtus subinermis
Discocyrtus subinermis is een hooiwagen uit de familie Gonyleptidae.